# Rimini Calcio 1975-1976
Questa voce raccoglie le informazioni riguardanti il Rimini Calcio nelle competizioni ufficiali della stagione 1975-1976.

## Stagione
Il presidente Gilberto Gaspari punta sul tecnico Cesare Meucci, che si ritiene un allenatore specializzato nel portare squadre alla promozione, dalla C alla B.
In campionato il Rimini salta impetuosamente al comando della classifica, prendendosi un largo margine di vantaggio, che gli permette di vivere tranquillo l'ultimo terzo del campionato, quando tirati i remi in barca, si è perso per strada qualche punto. Artefice della promozione in Serie B con 46 reti è l'attacco biancorosso,  nel quale si distinguono con 14 marcature Giovanni Carnevali e Giuseppe Fagni.
Il girone B della Serie C è stato vinto con 51 punti dal Rimini, secondo il Parma con 46 punti. Retrocedono in Serie D il Montevarchi, il Chieti ed il Ravenna.
Nella Coppa Italia di Serie C il Rimini prima del campionato vince il girone 13 superando Riccione e Forlì, poi tra ottobre e novembre nei sedicesimi di finale, cede il passo al Treviso nel doppio confronto.

## Rosa
| N. |                   | Ruolo | Calciatore          |
| -- | ----------------- | ----- | ------------------- |
|    | Italia (bandiera) | D     | Alfiero Agostinelli |
|    | Italia (bandiera) | C     | Roberto Berlini     |
|    | Italia (bandiera) | C     | Walter Berlini      |
|    | Italia (bandiera) | C     | Maurizio Campi      |
|    | Italia (bandiera) | A     | Giovanni Carnevali  |
|    | Italia (bandiera) | A     | Rosario Castronovo  |
|    | Italia (bandiera) | C     | Giordano Cinquetti  |
|    | Italia (bandiera) | A     | Loris De Carolis    |
|    | Italia (bandiera) | C     | Domenico Di Maio    |
|    | Italia (bandiera) | A     | Giuseppe Fagni      |
|    | Italia (bandiera) | A     | Giuliano Fiorini    |
|    | Italia (bandiera) | C     | Paolo Guerrini      |

| N. |                   | Ruolo | Calciatore               |
| -- | ----------------- | ----- | ------------------------ |
|    | Italia (bandiera) | C     | Marcello Marchi          |
|    | Italia (bandiera) | D     | Giulio Natali            |
|    | Italia (bandiera) | A     | Mauro Pari               |
|    | Italia (bandiera) | C     | Gianfranco Romano        |
|    | Italia (bandiera) | D     | Gianpaolo Rossi          |
|    | Italia (bandiera) | D     | Gianfranco Sarti         |
|    | Italia (bandiera) | D     | Giancarlo Savoia         |
|    | Italia (bandiera) | P     | Ernesto Sclocchini       |
|    | Italia (bandiera) | C     | Mario Stefanelli         |
|    | Italia (bandiera) |       | Stefano Tomassini        |
|    | Italia (bandiera) | D     | Renato Tugliach          |
|    | Italia (bandiera) | C     | Giampaolo Visentin       |
|    | Italia (bandiera) | P     | Muzio Rodolfo Hofstetter |

## Risultati

### Serie C girone B

#### Girone di andata
| Arbitro: | Mattei (Macerata) |

|                                                      |           |             |
| Carnevali 42’ Fagni 47’ Cinquetti 59’ De Carolis 71’ | Marcatori | 29’ Bonaldi |

| Arbitro: | Longhi (Roma) |

|                  |           |                              |
| Sarti 67’ (aut.) | Marcatori | 18’ Guerrini 76’ Agostinelli |

| Arbitro: | Celli (Trieste) |

|                  |           |  |
| Berlini 18’, 29’ | Marcatori |  |

| Ravenna 5 ottobre 1975 4ª giornata | Ravenna           | 0 – 0 | Rimini | Stadio Bruno Benelli\| Arbitro: \| Tonolini (Milano) \| |
| Arbitro:                           | Tonolini (Milano) |       |        |                                                         |

| Arbitro: | Simini (Torino) |

|                              |           |  |
| Carnevali 59’, 89’ Fagni 75’ | Marcatori |  |

| Arbitro: | Frasso (Capua) |

|  |           |           |
|  | Marcatori | 67’ Fagni |

| Rimini 26 ottobre 1975 7ª giornata | Rimini              | 0 – 0 | Chieti | Stadio Romeo Neri\| Arbitro: \| Romanetti (Messina) \| |
| Arbitro:                           | Romanetti (Messina) |       |        |                                                        |

| Arbitro: | Lops (Torino) |

|  |           |               |
|  | Marcatori | 14’ Carnevali |

| Arbitro: | Tonolini (Milano) |

|                                      |           |  |
| Carnevali 1’ Fagni 14’ Cinquetti 50’ | Marcatori |  |

| Arbitro: | Agnolin (Bassano del Grappa) |

|             |           |  |
| Novelli 40’ | Marcatori |  |

| Arbitro: | Paparesta (Bari) |

|               |           |  |
| Cinquetti 47’ | Marcatori |  |

| Pistoia 30 novembre 1975 12ª giornata | Pistoiese     | 0 – 0 | Rimini | Stadio Comunale\| Arbitro: \| Longhi (Roma) \| |
| Arbitro:                              | Longhi (Roma) |       |        |                                                |

| Arbitro: | Terpin (Trieste) |

|              |           |  |
| Seghezza 85’ | Marcatori |  |

| Arbitro: | Lanzetti (Viterbo) |

|                                            |           |                  |
| Di Maio 41’ (rig.) Fagni 72’ Cinquetti 79’ | Marcatori | 74’, 85’ Borzoni |

| Arbitro: | Benedetti (Roma) |

|          |           |                                         |
| Sena 56’ | Marcatori | 66’ Fiorini 80’ Cinquetti 88’ Carnevali |

| Arbitro: | D'Elia (Salerno) |

|           |           |  |
| Fagni 28’ | Marcatori |  |

| Arbitro: | Frasso (Capua) |

|                                   |           |              |
| Romano 3’ Carnevali 70’ Fagni 85’ | Marcatori | 79’ Angeloni |

| Arbitro: | Gazzari (Macerata) |

|  |           |            |
|  | Marcatori | 15’ Romano |

| Arbitro: | Esposito (Torre Annunziata) |

|             |           |  |
| Berlini 75’ | Marcatori |  |

#### Girone di ritorno
| Empoli 1º febbraio 1976 20ª giornata | Empoli          | 0 – 0 | Rimini | Stadio Carlo Castellani\| Arbitro: \| Celli (Trieste) \| |
| Arbitro:                             | Celli (Trieste) |       |        |                                                          |

| Arbitro: | Lanzafame (Taranto) |

|               |           |  |
| Carnevali 51’ | Marcatori |  |

| Arbitro: | Paparesta (Bari) |

|  |           |             |
|  | Marcatori | 84’ Fiorini |

| Arbitro: | Tonolini (Milano) |

|             |           |  |
| Fiorini 52’ | Marcatori |  |

| Arbitro: | Falasca (Chieti) |

|             |           |                             |
| Bagatti 17’ | Marcatori | 15’ Carnevali 57’ Cinquetti |

| Arbitro: | Panzino (Catanzaro) |

|                                    |           |              |
| Carnevali 22’, 58’, 88’ Marchi 83’ | Marcatori | 90’ Vaccario |

| Arbitro: | Tempio (Catania) |

|  |           |           |
|  | Marcatori | 71’ Fagni |

| Arbitro: | Migliore (Salerno) |

|                         |           |             |
| Fagni 23’ Cinquetti 81’ | Marcatori | 36’ Rizzati |

| Arbitro: | Gazzari (Macerata) |

|                    |           |               |
| Di Maio 65’ (aut.) | Marcatori | 85’ Carnevali |

| Arbitro: | Romanetti (Messina) |

|  |           |             |
|  | Marcatori | 43’ Novelli |

| Lucca 11 aprile 1976 30ª giornata | Lucchese        | 0 – 0 | Rimini | Stadio Porta Elisa\| Arbitro: \| Simini (Torino) \| |
| Arbitro:                          | Simini (Torino) |       |        |                                                     |

| Rimini 18 aprile 1976 31ª giornata | Rimini           | 0 – 0 | Pistoiese | Stadio Romeo Neri\| Arbitro: \| Falasca (Chieti) \| |
| Arbitro:                           | Falasca (Chieti) |       |           |                                                     |

| Arbitro: | Tempio (Catania) |

|           |           |               |
| Fagni 25’ | Marcatori | 10’ Luteriani |

| Arbitro: | Parussini (Udine) |

|                      |           |  |
| Borzoni 76’ Neri 82’ | Marcatori |  |

| Arbitro: | Agate (Torino) |

|  |           |                      |
|  | Marcatori | 38’ Belloli 59’ Sena |

| Arbitro: | Panzino (Catanzaro) |

|                 |           |  |
| Di Prospero 34’ | Marcatori |  |

| Arbitro: | Lanese (Messina) |

|                         |           |                             |
| Piccioni 69’ Jaconi 71’ | Marcatori | 39’ Cinquetti 51’ Carnevali |

| Arbitro: | Longhi (Roma) |

|                              |           |                            |
| Fagni 35’ (rig.), 62’ (rig.) | Marcatori | 30’ Zunino 45’ Vinciarelli |

| Arbitro: | Migliore (Salerno) |

|                 |           |  |
| Marino 49’, 85’ | Marcatori |  |